# 五指項鰭魚
五指項鰭魚（学名：Iniistius pentadactylus），又名五指虹彩鯛、扁礫仔、紅姑娘仔、紅新娘、豎停仔、胭脂冷、角龍、平倍良、五指楔鯛，為輻鰭魚綱鱸形目隆頭魚亞目隆頭魚科的其中一種。

## 分布
本魚印度太平洋區，包括東非、紅海、模里西斯、留尼旺、斯里蘭卡、印度、泰國、日本、中国大陆和臺灣、菲律賓、關島、印尼、澳洲、萬那杜等海域。

## 深度
水深2-18公尺。

## 特徵
本魚體極側扁，頭部陡直略呈方形，牙齒細小似米粒狀，魚體為灰白色，雄魚眼後方具5個排列整齊的鮮紅斑點，雌魚則無；雌雄的胸鰭後長具有大塊白斑，體後方散布橘黃小斑點，尾鰭圓形，體長可達25公分。

## 生態
本魚棲息在礁沙混合區的沙地，受驚嚇會鑽入沙中，夜間鑽沙而眠，屬肉食性，以小型底棲動物為食，具性轉變。 

## 經濟利用
可食用或做為觀賞魚。